# Bathsua Makin

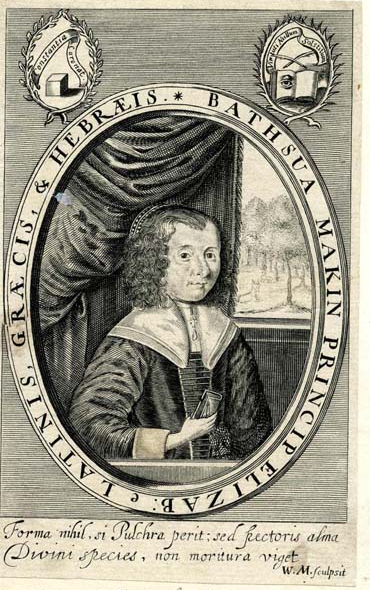
Bathsua Makin, Kupferstich von William Marshall, ca. 1640 bis 1648

Bathsua Reginald Makin (geboren 1600, gestorben um 1675) war eine englische Gelehrte und frühe Frauenrechtlerin. Sie wurde von Zeitgenossen als die gebildeteste Frau Englands bezeichnet. Makin setzte sich dafür ein, dass Mädchen und Frauen eine umfassende Bildung erhalten sollten, die zu dieser Zeit mit wenigen Ausnahmen Männern vorbehalten war.

## Leben
Bathsua Reginalds Vater, der Lehrer Henry Reginald (auch bekannt als Henry Reynolds), legte Wert auf die Bildung seiner Tochter. So lernte sie nicht nur das Lesen, sondern neben Englisch noch sechs weitere Sprachen: Französisch, Spanisch, Italienisch, Latein, Griechisch und Hebräisch.
1622 heiratete sie Richard Makin, einen Diener am Hof James’ I., mit dem sie nach Westminster zog. Sie bekamen acht Kinder. Zu dieser Zeit arbeitete Bathsua Makin bereits seit einigen Jahren als Lehrerin an der Schule ihres Vaters. Später war sie Lehrerin von Angehörigen der englischen Aristokratie, darunter Prinzessin Elizabeth Stuart (1635–1650), die zweitälteste Tochter Charles’ I., die sie in den 1640er Jahren unterrichtete. Ihr Ehemann verlor sein Vermögen und war zudem während des Englischen Bürgerkrieges abwesend, sodass Bathsua Makin ihre Kinder allein versorgen musste. Sie arbeitete weiter als Lehrerin. Um 1670 gründete sie eine koedukative Schule, in der Mädchen in denselben Fächern unterrichtet wurden wie Jungen, darunter Mathematik, Naturwissenschaften, Philosophie, Sprachen und Rhetorik, anstatt wie an anderen Schulen nur in musischen Fächern und Hauswirtschaft.
Makin stand in engem Kontakt mit anderen bedeutenden Gelehrten ihrer Zeit, darunter Simonds D’Ewes, der in seiner Autobiografie Makins Bildung und Intelligenz rühmte und betonte, sie sei darin ihrem Vater weit überlegen. Mit Anna Maria von Schürmann pflegte Makin eine Brieffreundschaft.
Über Makins letzte Lebensjahre ist wenig bekannt. Ihr genaues Todesdatum ist ungewiss.
Zwei Porträts von Bathsua Makin – ein Kupferstich von William Marshall und eine Tuschezeichnung von John Brand – befinden sich in der National Portrait Gallery in London.

## Werke
Mit 16 Jahren veröffentlichte Bathsua Makin ihr erstes Buch mit dem Titel Musa Virginea. Es ist eine Sammlung von Lobgedichten auf König James I. in mehreren Sprachen. Gemeinsam mit ihrem Vater veröffentlichte Makin ein Buch über ein von ihnen entwickeltes Stenografiesystem.
Makins bedeutendstes Werk ist ihre Schrift An Essay To Revive the Antient Education of Gentlewomen, in Religion, Manners, Arts & Tongues, with an Answer to the Objections against this Way of Education, die sie 1673 veröffentlichte. Darin legte sie dar, warum die umfassende Bildung von Mädchen ebenso lohnend sei wie die von Jungen. Makin vertrat als eine der ersten Intellektuellen öffentlich die Überzeugung, dass Frauen Männern geistig nicht unterlegen waren. Dazu führte sie Beispiele gebildeter Frauen von der Antike bis in ihre eigene Zeit an. Sie betonte den Nutzen, den eine gute Bildung einer Frau für die Hauswirtschaft und für ihre Rolle als Ehefrau und Mutter hatte. Bildung sei eine bessere Beschäftigung für Frauen als sinnlose Zeitvertreibe wie übermäßige Schönheitspflege. Am Ende des Werkes warb sie für die von ihr gegründete Schule.

## Bewertung
Während Bathsua Makin von einigen als frühe Feministin bezeichnet wird, sehen andere sie als Proto-Feministin an, da ihre Forderungen im Vergleich zu den wenig später entwickelten feministischen Positionen begrenzt waren: Zwar betone Makin die intellektuellen Fähigkeiten von Frauen, lehne aber nicht die Überlegenheit von Männern im öffentlichen Raum ab, sondern lege den Schwerpunkt auf die Nützlichkeit von Bildung für Frauen besonders für ihre traditionellen häuslichen Tätigkeiten. Makins Schrift konzentriert sich außerdem auf Frauen aus den oberen Gesellschaftsschichten, die über ausreichend Freizeit verfügen, sich zu bilden. In der Forschungsliteratur wird diskutiert, inwiefern Makins vergleichsweise zurückhaltende Forderungen darauf zurückzuführen sein könnten, dass sie einen gemäßigten Ton anschlagen musste, um ihre Schrift überhaupt veröffentlichen zu können, oder ob sie Zugeständnisse an die Vormachtstellung von Männern machte, um mehr Überzeugungskraft zu entwickeln und von ihrem mehrheitlich männlichen Publikum nicht von vornherein abgelehnt zu werden. Dies sei für Makin auch wirtschaftlich notwendig gewesen, da ihr Einkommen davon abhing, Schülerinnen zu gewinnen. Andererseits war gerade ihre eigenständige Berufstätigkeit als Lehrerin ein bedeutender Wendepunkt in der Geschichte der Frauenbildung und -arbeit: Makins eigene gute Ausbildung war keineswegs nur ein Zeitvertreib, sondern eröffnete ihr die Chance, wirtschaftlich unabhängig zu sein und ihre Familie zu ernähren. So wird Makin trotz einiger Einschränkungen als die profilierteste Fürsprecherin für Mädchenbildung ihrer Zeit angesehen. Ihre Forderungen, so begrenzt sie im Vergleich zu denen späterer Denkerinnen und Aktivistinnen gewesen sein mögen, bereiteten den Weg für die Zulassung von Frauen zu höheren Bildungsinstitutionen. Makin habe außerdem die frühen Feministinnen inspiriert und ihr Denken beeinflusst, darunter die Philosophin und Schriftstellerin Mary Astell. Durch ihren Katalog gebildeter Frauen der Vergangenheit kommt ihr außerdem eine Bedeutung als Pionierin der Frauengeschichte zu.

## Veröffentlichungen
- Bathsua Reginald: Musa virginea. Joannis Hodgets, London 1616 (Volltext in der Google-Buchsuche).
- Bathsua Makins Schrift An Essay To Revive the Antient Education of Gentlewomen, in Religion, Manners, Arts & Tongues, With An Answer to the Objections against this Way of Education auf den Seiten der University of Pennsylvania